# Rabiu Afolabi
Rabiu Afolabi (Oxobô, 18 de abril de 1980) é um ex-futebolista nigeriano, que atuou na Copa do Mundo FIFA de 2002. Atualmente defende o Red Bull Salzburg.

## Carreira
Afolabi representou o elenco da Seleção Nigeriana de Futebol no Campeonato Africano das Nações de 2008.